# Bacon (Washington)
Bacon az Amerikai Egyesült Államok északnyugati részén, Washington állam Grant megyéjében elhelyezkedő önkormányzat nélküli település.
Bacon postahivatala 1911 és 1916 között működött. A település nevét humorosnak szánták.

## Fordítás
Ez a szócikk részben vagy egészben  a   Bacon, Washington című angol Wikipédia-szócikk ezen változatának fordításán alapul.  Az eredeti cikk szerkesztőit annak laptörténete sorolja fel. Ez a jelzés csupán a megfogalmazás eredetét és a szerzői jogokat jelzi, nem szolgál a cikkben szereplő információk forrásmegjelöléseként.